# Bulbophyllum picturatum
Bulbophyllum picturatum är en orkidéart som först beskrevs av Conrad Loddiges, och fick sitt nu gällande namn av Heinrich Gustav Reichenbach. Bulbophyllum picturatum ingår i släktet Bulbophyllum och familjen orkidéer. Inga underarter finns listade i Catalogue of Life.

## Bildgalleri

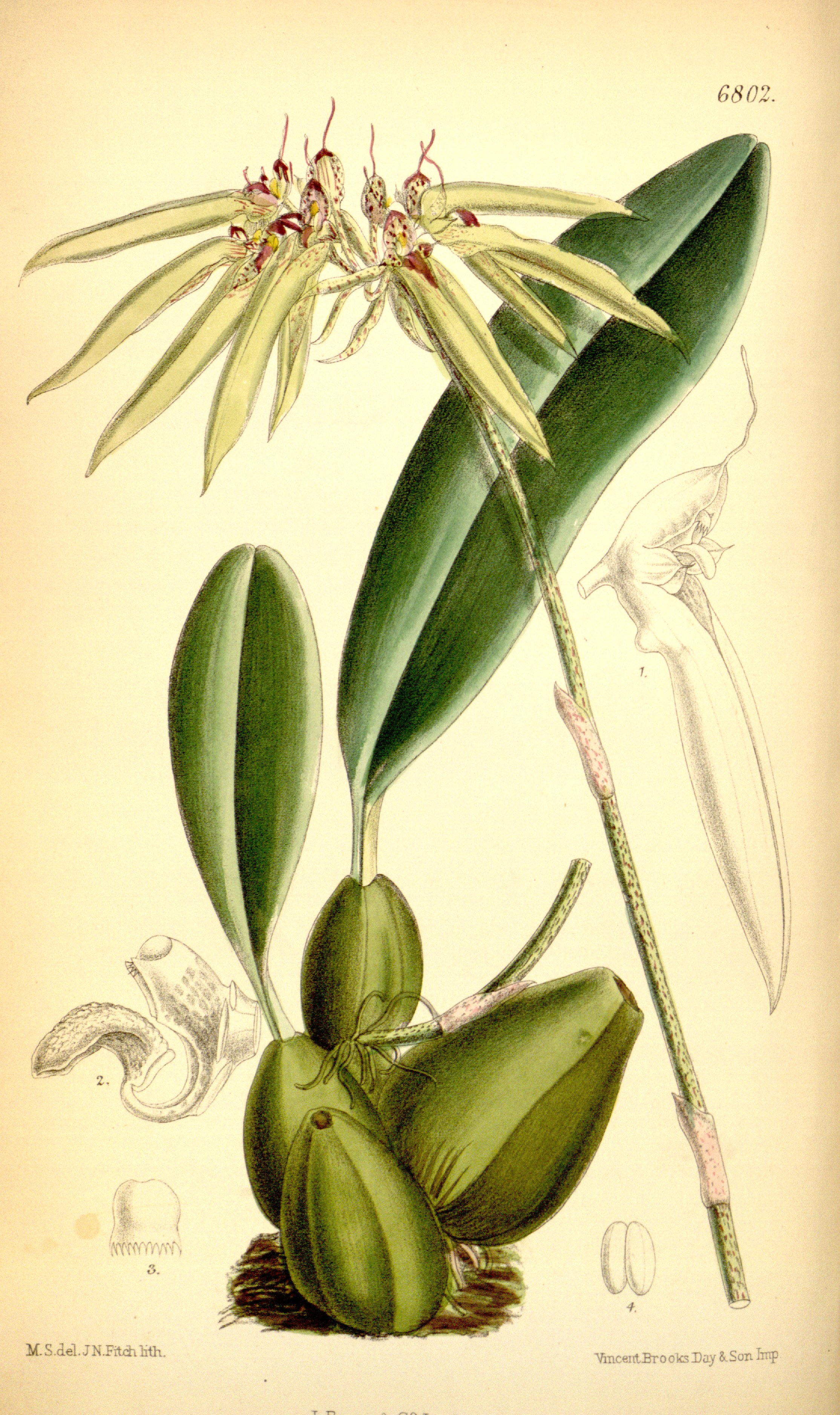